# 勇者のクズ
『勇者のクズ』（ゆうしゃのクズ）は、ロケット商会による日本のライトノベル作品である。

## 概要
小説投稿サイト「カクヨム」で2016年2月13日より投稿され、第一回カクヨムWeb小説コンテストの現代アクション部門を受賞し書籍化が決定。2016年12月24日にカドカワBOOKSから一巻が発売された（イラスト：草河遊也）が、その後諸事情により続刊の発売が中止となる。
しかし書籍化以前から本作のファンであり、受賞時点で原作者にコミカライズの打診を行っていた漫画家・ナカシマ723が原作者との調整の上版元から版権を回収、同人誌として本作のコミカライズを開始する。2019年2月22日には紙の同人誌で1巻を刊行。同人版の連載は商業版開始まで継続し、3巻（2021年9月17日初版）まで刊行された。
その後、同人版を元にした内容でリイド社のWEBマンガサイト「COMIC BORDER」にて2022年2月18日より連載開始。
2025年3月21日に日本テレビ系でTVアニメ化されることが発表された。発表に伴いティザービジュアル＆特報PV、アニメ公式HPが公開されている。また、原作小説の再書籍化が併せて発表された。

## あらすじ
人間に特殊な能力を与える「エーテル知覚」が発見された21世紀の日本。
違法なエーテル強化手術を用い、超常的な能力を獲得したマフィアたちは続々と「魔王」を名乗って勢力を拡大、東京の裏社会を支配していた。この状況を重く見た政府は特殊ドラッグ「E3」を使用して魔王を狩る賞金稼ぎを合法化、彼らは「勇者」と呼ばれるものの、その実態は魔王と五十歩百歩の荒くれ者たちの集まりであった。
「死神」の異名を持つチンピラ勇者ヤシロは、行きつけのバーに向かう途中、学生服の少女が空から地面に衝突する場面に出くわす。少女の名前は城ヶ峰亜希。政府公認の勇者育成機関「アカデミー」の勇者見習いであり、攫われた同級生を追う道中で魔王の眷属に返り討ちに遭い、ビルから突き落とされたのだった。なりゆきで彼女を助けたヤシロは仲間を助けるため師匠になってほしいと懇願され、なし崩し的に師弟関係を結ぶことになる。

## 登場人物
ヤシロ
本作の主人公の勇者。ヤシロは勇者としての通り名であり、本名は不明。勇者になる前は魔王の眷属として働いていたが、拠点が鷹宮清人の襲撃を受け、殺されかける。その際鷹宮に弟子入りする形で勇者となった。「勇者なんて最低のクズがやる職業だ」と常々思っており、勇者という職業をろくでもないものだと自嘲している。
戦闘向きのエーテル知覚と剣の腕で生き残ってきた実力者で、「死神」の異名を持つ。人を食ったような振る舞いをするが、身内に対しては感情豊か。カードゲーム《七つのメダリオン》とピザ、ビールを好んでおり、自分の戻るべき日常の象徴として捉えている。
体感時間を引き延ばし、戦闘中に高速思考を可能とするエーテル知覚を持つ。

城ヶ峰 亜希 (じょうがみね あき)
アカデミー二年生の勇者見習い。小説では硬そうな印象を受ける顔つきの少女として描写されているが、漫画版では目に十字の光が入った表情豊かなキャラクターとして描写されている。演習で雪音とセーラと班を組んで《琥珀の茨》卿に挑んでビルから突き落とされたところをヤシロに助けられた。その後、ヤシロに弟子入りとセーラの救出を依頼する。
非常に強い正義感を持ち、勇者という職業についても人々を守る崇高な仕事と考えているため、度々ヤシロを苛立たせている。
人の思考を聞き取るエーテル知覚を持つ。

印堂 雪音 (いんどう ゆきね)
アカデミー二年生の勇者見習い。整った顔立ちをしているが、どこか無機質な印象を感じさせる小柄な少女。ヤシロに対しては不信感を露わにしていたが、《琥珀の茨》卿との闘いで助けられたことで「教官」と呼び慕うようになる。
アカデミー入学前から戦闘経験があり、優れたエーテル知覚もあって高い戦闘能力を持つ。
瞬間移動のエーテル知覚を持つ。
セーラ・カシワギ・ペンドラゴン
アカデミー二年生の勇者見習い。金髪碧眼の西洋的な顔立ちの少女。《琥珀の茨》卿に攫われ、ヤシロたちに救出された。ヤシロのことは「センセイ」と呼ぶ。
口調が悪いが城ケ峰・雪音と比べて常識的な感性の持ち主。父親はアカデミー創設者のアーサー・ペンドラゴンだが、何度も勇者をやめるよう言われてきたこともあり、親子仲は良好とはいえない。お嬢様育ちで、実家にはメイドがいる。
相手の脅威の度合いがわかるエーテル知覚を持つ。
エド・サイラス
勇者たちのたまり場であるバー「グーニーズ」の店主。髭を生やしていて、顔の右半分が火傷痕で覆われている。自身もかつては勇者だったと言われている。
イシノオ
上等なスーツを着て眼鏡をかけた胡散臭い眼鏡の男で、「音楽屋」の異名を持つ勇者。グーニーズの常連で、ヤシロとは友人関係にある。音楽屋の由来は殺した相手の断末魔を録音する趣味から。勇者になる前は、アマチュアの人殺しだったという噂がある。
《ソルト》ジョー
スキンヘッドの大男。元はヤクザの殺し屋だったが、現在は勇者をしている。グーニーズの常連で、ヤシロとは友人関係にある。
《琥珀の茨》（こはくのいばら）卿
城ケ峰たちを返り討ちにし、セーラを攫った魔王。彼だけに見える『棘を持った植物の蔓』を操作するエーテル知覚を持つが、ヤシロに腕を切り落とされた際には異形の腕が再生するという能力外の動きを見せた。ヤシロ達との戦いで捕縛され、アカデミーに引き渡される。
《嵐の柩》（あらしのひつぎ）卿
東京西部を支配する協力な魔王。ヤシロの戦闘能力を高く評価しており、配下になるよう迫ってくる。
鷹宮 清人 （たかみや きよひと）
ヤシロの師匠の勇者。物語開始時点で既に死亡している。「九本指」の異名を持つ優秀な勇者だった。

## 用語
エーテル
かつては魔力と呼ばれていた。
E3
正式名称はエーテル・エフェクト・エンハンサー。体内エーテルを一時的に増幅させられるドラッグで、使用者は超人的な身体能力と特有の「エーテル知覚」を得ることができる。副作用として強い暴力衝動と中毒性がある。主に首筋から専用の注射器を使って注入する形で利用される。非常に高額で、およそヤシロの二ヶ月分の給料と同額。
魔王
違法改造手術によって恒常的にエーテルを増幅させ、超常的な力と異能によって夜の街を支配するならず者たち。エーテルを恒常的に増幅させている影響で精神的に不安定な者が多い。
勇者
魔王に対抗するため、政府が発行した勇者免許を以て魔王討伐を生業とする者たち。非常に危険かつ暴力的な業務内容から大半が裏稼業崩れの人間で構成されている。魔王側に転身するケースも少なくない。
アカデミー
日本政府文科省主導で創設された勇者養成機関。「正義、守護、名誉」をモットーに勇者業界の健全化を目指している。国際的な勇者支援団体《円卓財団》のアーサー王が資金援助を行っており、男性よりも体内エーテルが多いとされる女生徒を中心に多くの生徒が在籍している。
七つのメダリオン
一昔前に流行って下火になりつつあるカードゲーム。ヤシロと友人たちの間では流行り続けている。

## 既刊一覧

### 小説
- ロケット商会（著）・草河遊也（イラスト） 『勇者のクズ 1』 KADOKAWA〈カドカワBOOKS〉、2016年9月17日発売[9]、ISBN 978-4-04-072154-5

### 漫画
- ナカシマ723 （漫画） ・ ロケット商会（原作) 『勇者のクズ』リイド社〈ボーダーコミックス〉、既刊7巻（2025年3月21日現在）
  1. 2022年4月22日発売[10]、ISBN 978-4-8458-6119-4
  2. 2022年5月20日発売[11]、ISBN 978-4-8458-6123-1
  3. 2022年6月24日発売[12]、ISBN 978-4-8458-6128-6
  4. 2023年1月27日発売[13]、ISBN 978-4-8458-6151-4
  5. 2023年9月22日発売[14]、ISBN 978-4-8458-6166-8
  6. 2024年5月31日発売[15]、ISBN 978-4-8458-6623-6
  7. 2025年3月21日発売[16]、ISBN 978-4-8458-6783-7

## テレビアニメ
日本テレビ系列にて放送予定。

### スタッフ
- 原作 - ロケット商会[17]
- 漫画 - ナカシマ723[17]
- アニメーション制作 - OLM[17]